# Aybert van Huerne
Aybert van Huerne (Izegem, 7 april 1686 - Brugge, 20 november 1760) was burgemeester van Brugge

## Familie
Aybert van Huerne, heer van Schiervelde, Ayshove, Bunneghem, 's Gravenwalle, Edewalle, Beveren, Buytsveld, Mucembus, Delborde en Elbeturne, was de oudste zoon van Joost van Huerne en Maria Ferdinanda Rommel. 
Hij trouwde in 1716 met Maria Magdalena Rapaert († 1728) en ze kregen vijf kinderen, vier dochters en Aybert Jozef van Huerne, die voor naamdragend nageslacht zorgde. In 1735 (hij was toen 49) hertrouwde Aybert senior met Marie-Placide de Croix († 1737). Dit gezin bleef kinderloos.
Aybert van Huerne werd in de Sint-Salvatorskerk in Brugge begraven. 

## Voorouders
De familie van Huerne was nauw verbonden met de gemeente Huerne of Heurne in Oost-Vlaanderen: het wapenschild van de gemeente is afgeleid van dat van de familie van Huerne. De laatste heer van Heurne was graaf de Lichtervelde, de schoonzoon van Jozef van Huerne.
Hierna de rechtstreekse voorouders van Aybert van Huerne, zoals bij Gailliard vermeld (met de voornaam soms in het Frans):
- Lieven van Huerne (overleden Gent 1538).
  - Michiel van Huerne, griffier en controleur-generaal bij de Raad van Vlaanderen, algemeen ontvanger in Rijsel (overleden 1586?).
    - Augustin van Huerne, heer van Bunneghem en Abele, griffier Raad van Vlaanderen, daarna procureur-generaal van de Rekenkamer van Rijsel en controleur-generaal van Vlaanderen, gehuwd met Wilhelmine de le Becq en overleden 1586 en in Gent begraven.
      - Antoine van Huerne, dr. utriusque iuris, (overleden 1593 in Lauwe), in 1587 in Gent gehuwd met Catherine de Cordes (°1554-1637), van wie de vader heer van Schiervelde was, heerlijkheid gelegen tussen Roeselare en Staden. Beiden begraven in Sint-Vedastus in Menen. 
        - Antoine van Huerne, heer van Schiervelde, Bunnegem, Aishove, Negenbruggen, (overleden in het Blauwhuis 19 mei 1666), gehuwd met Catharina van Eyndhoudts († Gent, 1660).
          - Josse van Huerne (overleden in het Blauwhuis 3 mei 1693), in 1671 in Brugge gehuwd met Marie-Ferdinande Rommel (overleden in het Blauwhuis 4 oktober 1716). Hij kreeg het Blauwhuis van zijn tante Catherine van Huerne en liet de boerderij verbouwen (zie blauwzwarte nokpan met datum 1692). Hij was de eerste van Huerne die zich in Brugge vestigde.

## Loopbaan
Van Huerne promoveerde tot licentiaat in de rechten aan de universiteit van Leuven. In 1715 werd hij raadpensionaris in het Brugse Vrije. 
Hij werd burgemeester van Brugge in 1735. Hiervoor verliet hij het vrijlaatschap en werd poorter van Brugge. In 1743 werd hij opgevolgd door Jan Bernard Triest, maar die stierf toen hij pas het ambt had opgenomen. Van Huerne vervolledigde de termijn en werd in 1745 opnieuw benoemd, tot in 1749, zodat hij veertien volle jaren eerste burgemeester van de stad was.
Dat laatste jaar veranderde hij opnieuw van bestuur, door burgemeester te worden van het Brugse Vrije. In die tijd was dit zoveel als een verandering van nationaliteit, van poorter van Brugge naar vrijlaat onder het Vrije. Hierdoor kon hij typisch Brugse functies niet meer verder uitoefenen. Zo moest hij onder meer ontslag nemen als lid van de Edele Confrérie van het Heilig Bloed, daar deze vereniging alleen maar poorters van Brugge onder haar leden aanvaardde. Hij was er in 1735 lid van geworden en in 1747 was hij er proost van geweest. Hij bleef burgemeester van het Vrije tot aan zijn dood.
Zowel als vertegenwoordiger van de stad Brugge als van het Brugse Vrije zetelde Van Huerne van 1740 tot 1754 in de Staten van Vlaanderen.
Hij was ook:
- vanaf 1735 gouverneur van de Bogaerdenschool;
- van 1736 tot 1745 voogd van het Sint-Juliaangasthuis.